# NGC 4786
NGC 4786 је елиптична галаксија у сазвежђу Девица која се налази на NGC листи објеката дубоког неба.
Деклинација објекта је - 6° 51' 33" а ректасцензија 12h 54m 32,3s. Привидна величина (магнитуда) објекта NGC 4786 износи 11,8 а фотографска магнитуда 12,8. Налази се на удаљености од 62,574 милиона парсека од Сунца. NGC 4786 је још познат и под ознакама MCG -1-33-46, PGC 43922.